# ハリー・エルキンズ・ワイドナー

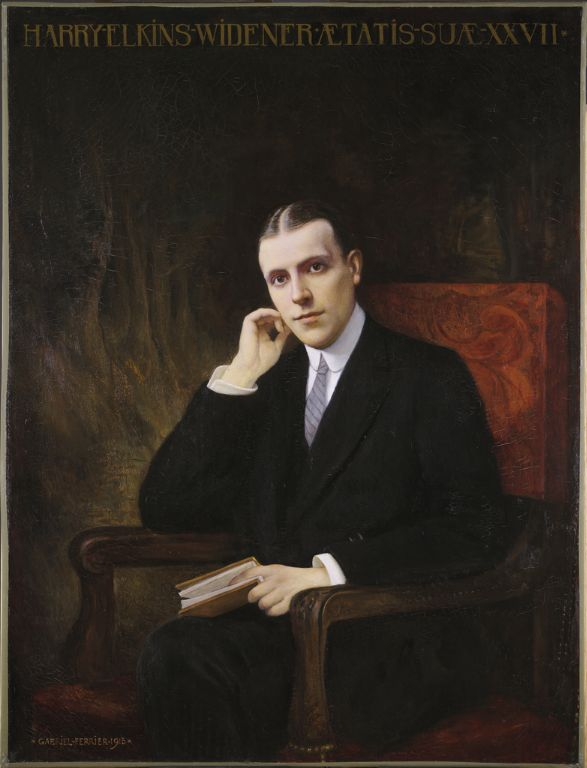
ガブリエル・フェリエの手によるハリー・エルキンズ・ワイドナーの肖像画
現在はワイドナー記念図書館に掲げられている

ハリー・エルキンズ・ワイドナー（Harry Elkins Widener, 1885年1月3日-1912年4月15日）はアメリカ人の図書収集家である。
彼と、彼の父ジョージ・ダントン・ワイドナーは、タイタニック号沈没で犠牲となった。
ハーバード大学のワイドナー記念図書館は、彼らの死後、彼の母エレナー・エルキンズ・ワイドナー(船舶事故の生存者)から提供された遺産を元に造られたもので、図書館の名前は彼にちなんで名付けられたものである。
アメリカ合衆国ペンシルベニア州チェスター郡にあるワイドナー大学もまた、ワイドナー家にちなんで名付けられたものである。